# Le Poids des souvenirs
Le Poids des souvenirs (Of Murder and Memory) est un téléfilm canadien réalisé par David Wellington (en) et diffusé en 2008.

## Fiche technique
- Scénario : Linda Spalding et Semi Challas
- Durée : 120 min
- Pays :  Canada,  États-Unis

## Distribution
- Annabeth Gish (VF : Céline Ronté) : Sally Linden
- Chandra West (VF : Ariane Deviègue) : Theresa Nichol
- Callum Keith Rennie : Leonard
- Gabriel Hogan (VF : Arnaud Arbessier) : Danny
- Diana Leblanc : Grace
- Kate Lynch : Anna
- Tony Munch : Tom Sneed
- Kristen Hager : Aimee Linden
- Jane McLean (VF : Laurence Charpentier) : Lynn Maguire
- Matthew Edison (VF : Laurent Mantel) : Peter Kahane
- Kristen Thomson : l'infirmière
- Hugh Dillon (VF : Michel Vigné) : Vincent Nichol
- Maury Chaykin (VF : Saïd Amadis) : John Emory
- Frank Nakashima : le juge Isen
- David West Read : Bobby Gordon
- Isabella Magalhaes : Aimee jeune
- Kyra Harper : Betsy
- Marco Grazzini : Ernesto Navarro
- Cayle Chernin : Mme Miller
- Mung-Ling Tsui : Keiko la jurée
- Elias Zarou : le juge Bolton
- Michael Healey : le mari d'Anna
- David Collins : le commissaire
- Karen Robinson : la gardienne
- Morwyn Brebner : l'amie de Sally
Version française
  - Studio de doublage : VF Productions
  - Direction artistique : Yann Le Madic
  - Adaptation : Olivier Le Treut